# Marcona (distrito)

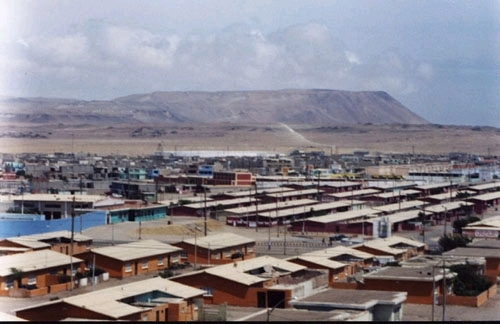
Cidade de Marcona em 2006,na Província de Nazca

Marcona é um distrito do Peru, departamento de Ica, localizada na província de Nazca.

## Transporte
O distrito de Marcona é servido pela seguinte rodovia:
- PE-1S, que liga o distrito de Lima (Província de Lima à cidade de Tacna (Região de Tacna - Posto La Concordia (Fronteira Chile-Peru) - e a rodovia chilena Ruta CH-5 (Rodovia Pan-Americana)
- PE-30, que liga o distrito ao sul de seu território[1][2][3]